# Katastrofa lotu Jak Sierwis 9633
Katastrofa lotu Jak Sierwis 9633 wydarzyła się 7 września 2011 roku na lotnisku Tunoszna w Jarosławiu. Był to lot czarterowy z Jarosława do Mińska, który obsługiwał Jakowlew Jak-42D o znakach RA-42434. Lot został wynajęty przez rosyjski klub hokejowy Łokomotiw Jarosław. Samolot rozbił się około 500 metrów po starcie. Spośród 45 osób na pokładzie, 43 zginęły na miejscu, a dwie zostały ciężko ranne. 12 września 2011 jeden z poszkodowanych zmarł w szpitalu, zwiększając tym samym liczbę ofiar do 44. Ostatecznie skutki katastrofy przeżyła 1 osoba.

## Samolot

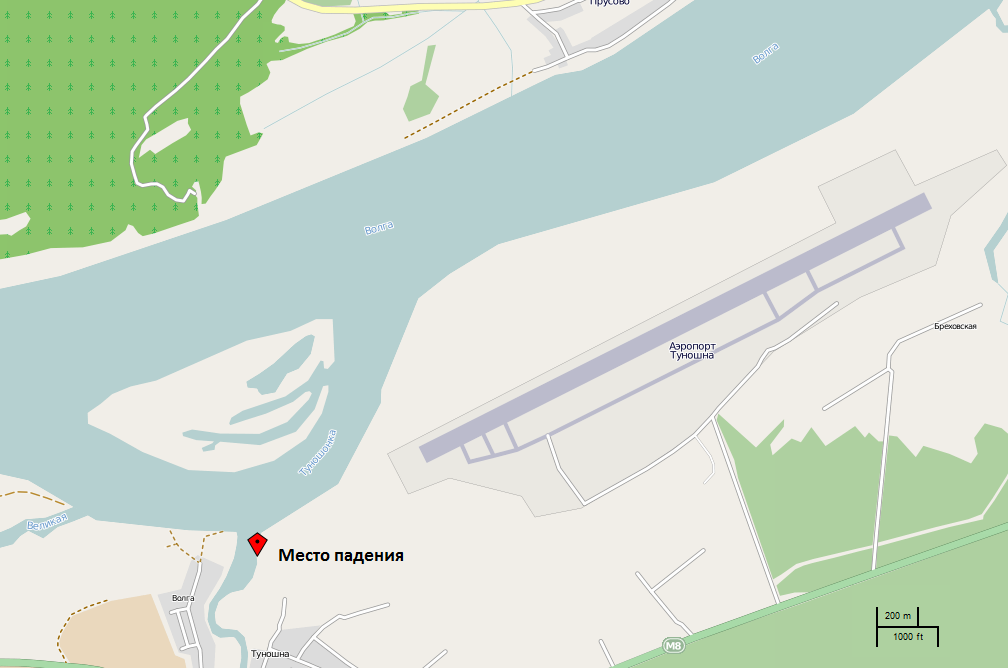
Miejsce katastrofy na mapie miasta

Samolot, który brał udział w zdarzeniu to Jakowlew Jak-42D o znakach rejestracyjnych RA-42434. Pierwszy lot wykonał w 1993 roku w barwach Tatarstan Airlines. Kolejnym właścicielem maszyny były rosyjskie czarterowe linie lotnicze Jak Sierwis.

## Katastrofa
Samolot z 37 pasażerami oraz ośmioosobową załogą uległ katastrofie krótko po starcie z lotniska Tunoszna w Jarosławiu. Samolot rozpadł się na kilka części i część kadłuba wpadła do rzeki Tułosza, dopływu Wołgi. Podczas startu panowały dobre warunki meteorologiczne, widzialność była na poziomie 50 km, temperatura 17 °C, wiatr północny o sile 14 km/h.

## Przyczyny katastrofy
Prawdopodobną przyczyną katastrofy mógł być błąd pilota, przez co samolot nabrał niewłaściwą wysokość i zawadził o antenę radiolatarni. W listopadzie 2011 roku MAK poinformował, że przyczyną katastrofy były błędy pilotów. Według MAK, jeden z pilotów w wyniku błędu (nieumyślne wciśnięcie pedałów hamulców – odmienna konstrukcja orczyka w stosunku do Jak-40, na którym latał jeden z pilotów), sprawiła, że samolot był hamowany na pasie podczas rozbiegu i nie uzyskał odpowiedniej prędkości (a tym samym i siły nośnej), by pomyślnie wystartować. Natomiast sekcja zwłok jednego z pilotów wykazała, że przed śmiercią, zażył on fenobarbital, środek o działaniu nasennym i uspokajającym, po zastosowaniu którego nie wolno siadać za sterami samolotu.
W rok po katastrofie we wrześniu 2012 roku Komitet Śledczy Federacji Rosyjskiej obarczył winą za wypadek zastępcę szefa spółki Yak Service i odpowiedzialnego za organizację lotu, Wadima Timofiejewa, który ponosi odpowiedzialność za „szereg zaniedbań”. 6 września 2012 roku Timofiejew został oskarżony na podstawie art. 263 ust. 3 kodeksu karnego sankcjonującego naruszenie zasad bezpieczeństwa i obsługi transportu lotniczego (grozi mu do 7 lat kary pozbawienia wolności). Za bezpośrednią przyczyną katastrofy wskazano błąd załogi samolotu, która według komitetu śledczego w dniu wypadku „powinna raczej przechodzić szkolenie z latania na samolocie Jak-42 niż go pilotować”.

## Ofiary
Samolotem podróżowała rosyjska drużyna hokeja na lodzie Łokomotiw Jarosław, która udawała się do Mińska na Białorusi na inauguracyjny mecz ligi KHL w sezonie 2011/12 z tamtejszym klubem Dynama Mińsk.
W wyniku katastrofy bezpośrednio zginęły 43 osoby, a dwie zostały ciężko ranne. Według świadków wypadku, jeden z ocalałych, hokeista Aleksandr Galimow tuż po katastrofie „nie stracił przytomności i był w stanie samodzielnie oddalać się od płonących pozostałości po samolocie, brodząc w wodzie”. Natychmiast został przewieziony do szpitala, gdzie stwierdzono, że miał poparzone 90% powierzchni ciała, w tym górne drogi oddechowe. Następnie w ciężkim stanie został przetransportowany do specjalistycznej kliniki w Moskwie, gdzie 12 września 2011 zmarł. Drugi z ocalałych, członek załogi, inżynier pokładowy Aleksandr Sizow (w czasie lotu przebywał w tylnej części kokpitu samolotu), odniósł lżejsze obrażenia – m.in. urazy głowy i poparzenia 15% powierzchni ciała. Podobnie jak Galimow, trafił do szpitala w Moskwie, gdzie po tygodniu jego stan ustabilizował się. Po ponad siedmiu tygodniach jego stan określono jako satysfakcjonujący i mógł opuścić szpital. W połowie października udzielił wywiadu telewizyjnego, w którym zadeklarował, że zamierza wrócić do pracy w lotnictwie, ale być może nie będzie już latać.

### Ofiary śmiertelne

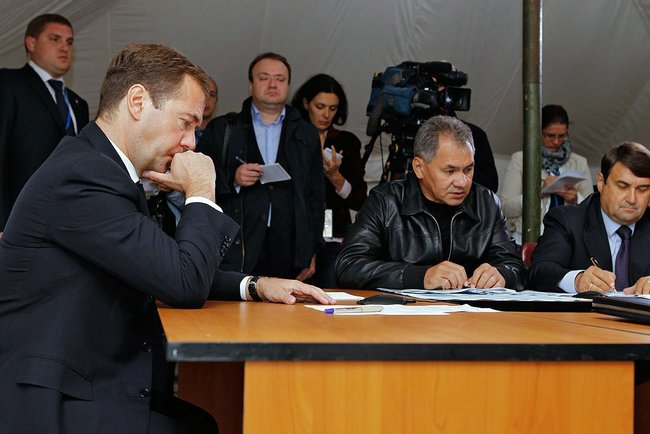
Prezydent Rosji Dmitrij Miedwiediew w trakcie spotkania ze śledczymi (obok Siergiej Szojgu i Igor Lewitin)

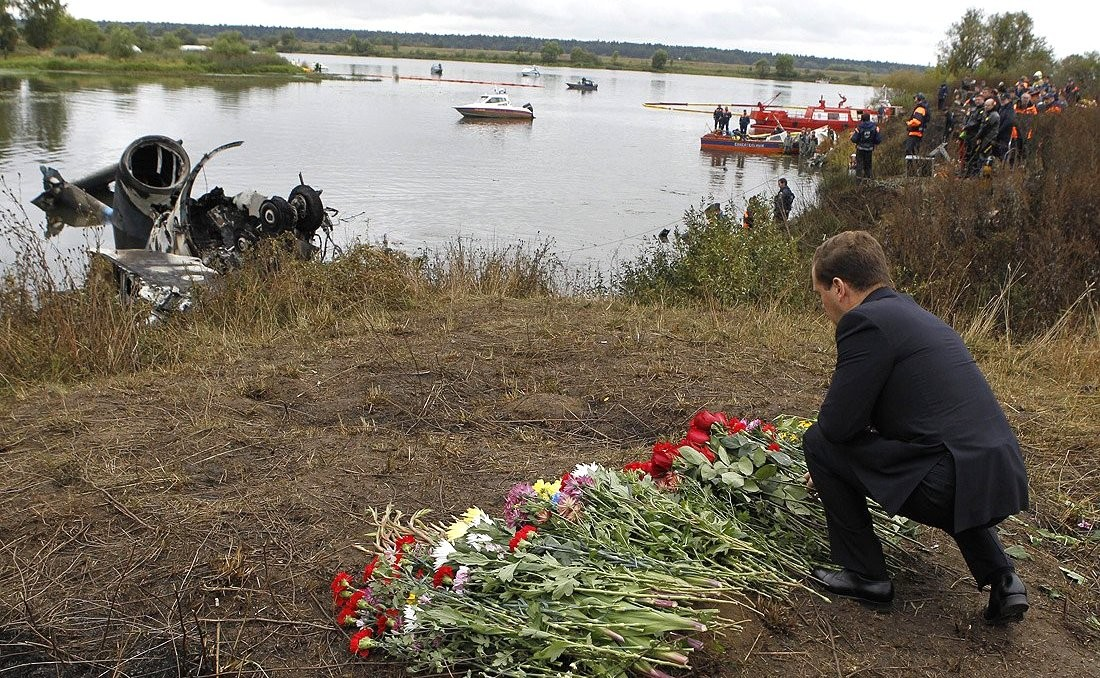
Prezydent Rosji Dmitrij Miedwiediew składający kwiaty w miejscu katastrofy

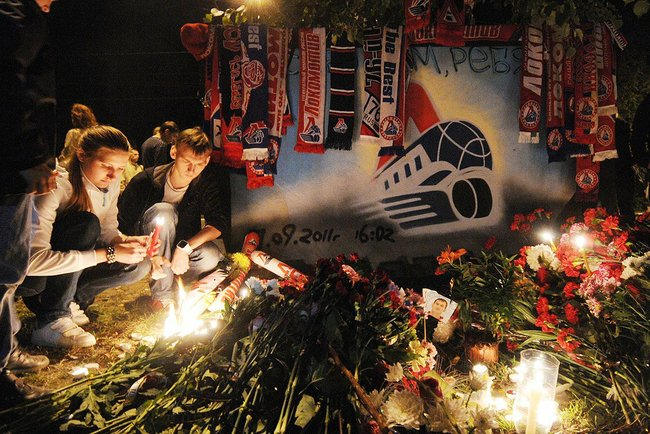
Kibice Łokomotiwu składają kwiaty i znicze przed lodowiskiem w Jarosławiu

| Zawodnicy klubu - Witalij Anikiejenko - Siarhiej Astapczuk - Michaił Bałandin - Giennadij Czuriłow - Pavol Demitra - Robert Dietrich - Aleksandr Galimow (zmarł 5 dni później) - Artiom Jarczuk - Aleksandr Kalanin - Marat Kalimulin - Andriej Kiriuchin - Nikita Klukin - Stefan Liv - Jan Marek - Karel Rachůnek - Rusłan Salej - Kārlis Skrastiņš - Pawieł Snurnicyn - Daniił Sobczenko - Maksim Szuwałow - Iwan Tkaczenko - Pawieł Trachanow - Jurij Uryczew - Josef Vašíček - Aleksandr Wasiunow - Aleksandr Wjuchin |  | Sztab szkoleniowy i medyczno-techniczny - Brad McCrimmon – trener - Aleksandr Karpowcew – asystent trenera - Igor Korolow – asystent trenera - Jurij Bachwałow – operator kamery - Aleksandr Bielajew – menedżer sprzętu / masażysta - Mikałaj Krywanosau – trener fitness - Jewgienij Kunnow – masażysta - Wiaczesław Kuzniecow – masażysta - Władimir Piskunow – administrator - Jewgienij Sidorow – trener ds. analiz - Andriej Zimin – lekarz drużyny Załoga samolotu - Andriej Sołoncew – dowódca - Igor Żewiełow – drugi pilot - Władimir Matiuszkin – inżynier pokładowy - Siergiej Żurawlow – mechanik pokładowy - Nadieżda Maksumowa – stewardesa - Jelena Sarmatowa – stewardesa - Jelena Szawina – stewardesa |

### Ocalony
- Aleksandr Sizow – członek załogi, inżynier pokładowy

## Następstwa i upamiętnienia
W Jarosławiu ogłoszono trzydniową żałobę w dniach 9–11 września 2011. W związku z katastrofą, w 2012 władze ligi KHL podjęły decyzję, w myśl której odtąd drużyny mogą podróżować na mecze wyłącznie samolotami marki Boeing i Airbus, nie starszymi niż 15 lat.
Żona kanadyjskiego hokeisty Kevina Dallmana (do 2012 występującego w klubie ligi KHL, Barys Astana), Stacy, założyła Fundację Żon Łokomotiwu (ang. Lokomotiv Wives Fund) mającą na celu pomoc żonom hokeistów i trenerów zmarłych w wyniku katastrofy.
23 czerwca 2012 roku w hali Traktor Arena w Czelabińsku odbył się mecz upamiętniający dwóch hokeistów-ofiar katastrofy. Został zorganizowany przez przyjaciół obu zawodników. Wystąpiły w nim naprzeciw siebie dwa zespoły: honorujący Giennadija Czuriłowa w niebieskich strojach z numerem 21 oraz emblematem rodzinnego miasta Magnitogorska, oraz złożony z kolegów Aleksandra Kalanina, w białych strojach, z numerem 28 i herbem Czelabińska. Spotkanie zakończyło się wynikiem 6:6, zaś w serii rzutów karnych zwycięstwo drużynie z Magnitogorsk zapewnił Dienis Mosalow. Na meczu obecni były członkowie rodzin i bliscy hokeistów.
4 sierpnia 2012 roku w szwajcarskim mieście Kloten odbył się mecz ku pamięci ofiar katastrofy, w którym hokeiści klubu Kloten Flyers ulegli zespołowi pod nazwą World Stars (Gwiazdy Świata) 6:9. W drużynie Gwiazd wystąpili wybitni rosyjscy zawodnicy występujący w ligach NHL i KHL.
W rok po katastrofie poinformowano, że firma ubezpieczeniowa Sogaz wypłaciła 90,5 mln rubli odszkodowań na rzecz krewnych i innych spadkobierców oraz beneficjentów 24 z 26 zmarłych graczy Łokomotiwu. Wszyscy hokeiści byli ubezpieczeni na łączną sumę 98 mln rubli.
7 września 2012 roku w Jarosławiu odbyły się uroczystości rocznicowe, podczas których m.in. odsłonięto pomnik upamiętniający w miejscu katastrofy.
Podjęto decyzję, że w Jarosławiu powstanie pomnik upamiętniający ofiary katastrofy. Wstępnie do konkursu zostało zgłoszonych przeszło 60 projektów. Do dalszego etapy wybrano trzy z nich. W 2013 roku zdecydowano, że przed lodowiskiem klubu Arena 2000 stanie pomnik złożony z 37 kijów hokejowych, symbolizujący 37 ofiar – członków ekipy klubu. Istalację wykonanego we Frankfurcie nad Menem pomnika rozpoczęto na przełomie lipca i sierpnia 2013. Pomnik odsłonięto w drugą rocznicę katastrofy, 7 września 2013.
Od 2013 władze KHL przyznają Nagrodę Andrieja Zimina dla najlepszego lekarza klubowego w sezonie. Andriej Zimin był przez 20 lat lekarzem drużyny Łokomotiwu.
W sezonie KHL (2015/2016) z uwagi na czwartą rocznicę katastrofy nie rozegrano meczów dnia 7 września 2015.
Szkole Średniej Nr 9 w Jarosławiu, której absolwentami byli zmarli w katastrofie hokeiści (Iwan Tkaczenko, Jurij Uryczew, Daniił Sobczenko, Artiom Jarczuk, Maksim Szuwałow) nazwano umieniem Iwana Tkaczenki.
W dziesiątą rocznicę katastrofy, 7 września 2021, w kolejce ligowe sezonu KHL (2021/2022) zaplanowano w Jarosławiu mecz Łokomotiw – Dynama Mińsk (przed katastrofą 7 września 2011 drużyna Łokomotiwu udawała się na mecz z Dynamem do Mińska)

## Kontrowersje
W lutym 2012 roku rodziny pilotów skierowały sprawę do sądu w Moskwie, kwestionując wyniki dochodzenia MAK. Ich wniosek stwierdzał, że dochodzenie zostało przeprowadzone z naruszeniem norm i zalecanych praktyk Konwencji o międzynarodowym lotnictwie cywilnym, a MAK nie był organem właściwym do przeprowadzenia takiego badania i że eksperci uczestniczący w badaniu nie mieli odpowiednich kwalifikacji. Zamoskworiecki Trybunał w Moskwie odmówił przyjęcia pozwu, tłumacząc, że MAK działa w imieniu członków umowy międzyrządowej, a wniosek nie jest właściwy, gdyż MAK korzysta z immunitetu dyplomatycznego. Decyzję podtrzymał następnie sąd miejski w Moskwie. Następnie prawnicy rodzin zwrócili się do Trybunału Konstytucyjnego Federacji Rosyjskiej z wnioskiem o sprawdzenie zgodności z prawem korzystania z immunitetu dyplomatycznego przez MAK oraz tego, czy zgodne z Konstytucją jest, że ustalenia Komisji nie mogą być kwestionowane w sądzie.